# José Gutiérrez Abascal
José Gutiérrez Abascal (Madrid, 1852-Madrid, 1907) fue un periodista y político español, que usó el pseudónimo de «Kasabal».

## Biografía
Nacido en 1852 en Madrid, era hijo de un famoso político progresista. Se inició en el periodismo en La Igualdad; admiraba a Emilio Castelar, de quien era además amigo, pero como este último contemporizó y fue evolucionando hacia el monarquismo. Trabajó a partir de 1876, publicando en Madrid Literario ya con el anagrama  que lo haría famoso (K'Asabal, J. Kasabal y J. de K'Asabal).
Escribió en El Salón de la Moda (1884) y tuvo la sección "Crónicas madrileñas" en El Resumen (1887) de los hermanos Figueroa, ganando gran fama como cronista de sociedad, si bien se le daban bien los otros géneros periodísticos, en especial la semblanza, el artículo político, la crítica retrospectiva y el reportaje. En esa época obtuvo una gran resonancia el artículo en que expuso las ideas de regeneración de Cuba que había oído al general Manuel de Salamanca Negrete.

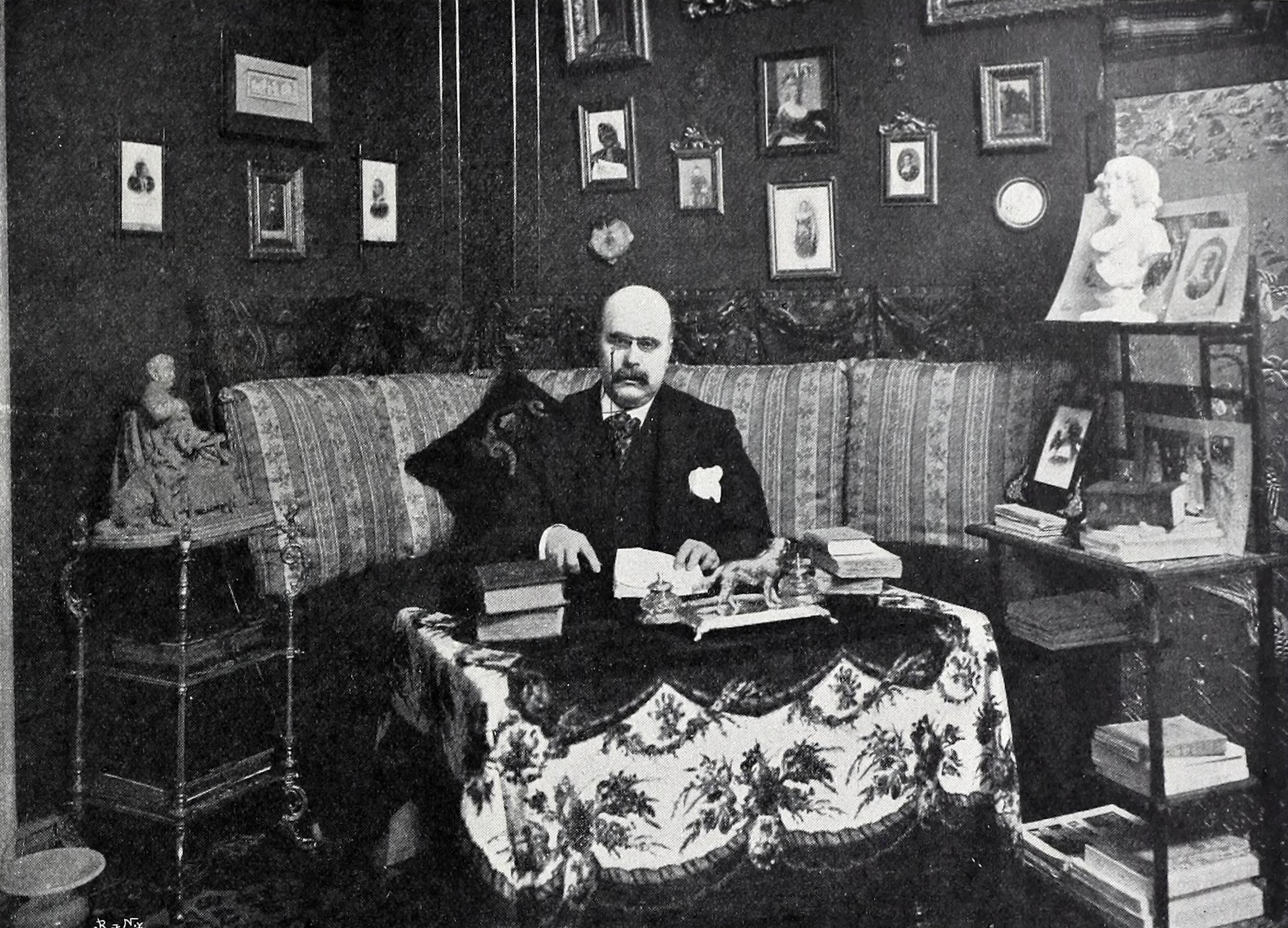
Fotografiado por Franzen (Blanco y Negro, 29 de julio de 1900)

Cuando Felipe Ducazcal y Lasheras fundó El Heraldo de Madrid en 1890 con la colaboración del marqués de Murrieta, su primer director fue José Gutiérrez Abascal hasta 1902, en que le sucedió José Francos Rodríguez, próximo a José Canalejas, quien había adquirido el diario en 1893 junto a su hermano Luis y otros partidarios del Partido Liberal. Publicó también crónicas para El Imparcial, El Liberal, La Correspondencia de España y Nuevo Mundo. Colaboró también en La Ilustración Artística y Blanco y Negro (1900).En 1898 dirigió el semanario ilustrado Instantáneas.

Aquejado sus últimos años de un ataque de parálisis que le impedía salir de casa, falleció en su ciudad natal el 25 de marzo de 1907; su muerte fue muy sentida por todo el gremio periodístico. Según Mis recuerdos (1810-1901), memorias de Salvador Bermúdez de Castro, era un «hombre inteligente, capaz de cosas mayores, pero también seducido por esa vida de salones cuya condición de cronista le autorizaba a frecuentar».
Como político fue diputado a Cortes en varias legislaturas. Sustituyó como diputado por el distrito malagueño de Torrox a Martín Larios y Larios en 1889. En 1893 sería elegido por el también malagueño distrito de Archidona, plaza en la que repetiría como diputado en 1898. En 1901 sería elegido por el distrito urbano de Málaga.